# Peter Voigt (Regisseur)

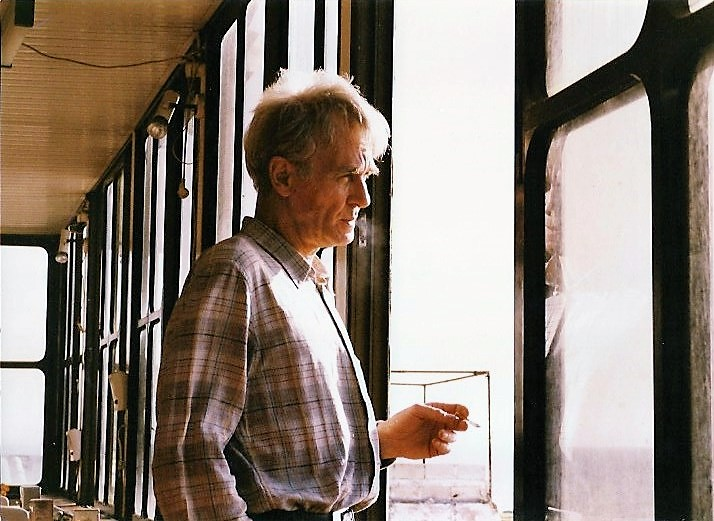
Peter Voigt 1993

Peter Voigt (* 26. Mai 1933 in Dessau; † 12. März 2015 in Berlin) war ein deutscher Autor und Regisseur von Dokumentarfilmen.

## Leben und Wirken
Im Alter von sechs Jahren kam der in Dessau gebürtige Peter Voigt ins von der deutschen Wehrmacht besetzte polnische Gebiet, nach Bromberg/Bydgoszcz, wo sein Vater Heinrich Voigt, ein Opernregisseur und Theaterintendant, 1939 das dortige Theater übernahm. Die unmittelbaren Nachkriegsjahre erlebte Peter Voigt in Braunschweig und legte sein Abitur schließlich in einer musischen Versuchsklasse an der Leibniz-Schule am Nordplatz in Leipzig ab, wohin sein Vater im Dezember 1949 ans Städtische Theater gerufen worden war. Hier begann Peter Voigt 1952 eine Tätigkeit als Bühnenbildassistent.
Am 10. Dezember 1953 durfte Peter Voigt sich – vom Theater-Regisseur Wolfgang Böttcher empfohlen – bei Bertolt Brecht vorstellen und wurde danach von April 1954 bis 1958 als Regie- und Dramaturgie-Assistent ans Berliner Ensemble engagiert. Im Juni 1954 war er von Bertolt Brecht beauftragt worden, das zu seiner privaten Bibliothek in seinem Wohnhaus in der Chausseestraße 125 gehörige Manuskript-Archiv sowie seine Sammlung grafischer Arbeiten zu sichten und zu ordnen. Als Lotte Lenya hier am 30. April 1955 bei einem Besuch in Ost-Berlin an Brechts Wohnungstür klingelte, ließ jener sich von Voigt – seinem jüngsten Assistenten – verleugnen.
Von Ruth Berlau gefördert, arbeitete Peter Voigt am Berliner Ensemble als Assistent des Regisseurs Benno Besson sowie des Chefdramaturgen und Regisseurs Peter Palitzsch. Voigt erlebte zu Brechts Lebzeiten die Probenarbeit an den Inszenierungen von Katzgraben (Erwin Strittmatter / Regie: Bertolt Brecht/Manfred Wekwerth, Premiere der Neuinszenierung: 12. Mai 1954), Der kaukasische Kreidekreis (Bertolt Brecht/Regie: Bertolt Brecht, Premiere: 7. Oktober 1954), Pauken und Trompeten (George Farquhar/Regie: Benno Besson, Premiere: 19. September 1955), Der Held der westlichen Welt (John Millington Synge/Peter Hacks/Anna Elisabeth Wiede/Regie: Peter Palitzsch und Manfred Wekwerth, Premiere: 11. Mai 1956) sowie Leben des Galilei (Bertolt Brecht/Regie: Bertolt Brecht, Erich Engel, Premiere: 15. Januar 1957), in denen er bisweilen auch kleinere Darsteller-Aufgaben zu übernehmen hatte. In Leben des Gallilei war er als Cosmo di Medici, Großherzog von Florenz besetzt. An der Seite Brechts erlebte er 1955 auch das Vorsprechen Manfred Krugs mit einem Part aus dem Bühnenstück Tanja von Alexei Arbusow, das diesem für ein Engagement als Eleve am Berliner Ensemble gelang. Sommers über wurde Peter Voigt von Helene Weigel und Brecht eingeladen, die Ferienzeit in deren Sommerhaus in Buckow zu verbringen.
Angeregt von den Arbeiten des tschechischen Trickfilmers Jiří Trnka und nach einem misslungenen Versuch, für Peter Palitzsch und dessen Fernseh-Inszenierung von Brechts Herr Puntila und sein Knecht Matti im Stile des Schwejk-Illustrators Josef Lada gestaltete Zeichentrick-Interludien zu produzieren, ging Peter Voigt 1959 nach Dresden, wo er bis 1961 beim DEFA-Studio für Trickfilme als Colorist, Phasenzeichner und Regisseur arbeitete. Sein dortiger Mentor war der Animationsfilmer Lothar Barke. Der Dresdner Zeit folgte ab 1961 eine Periode als freiberuflicher Regisseur in Ost-Berlin und ab 1969 als Autor und Regisseur im Studio H & S bei den Dokumentarfilmern Gerhard Scheumann & Walter Heynowski.
Von 1977 bis 1982 arbeitete Peter Voigt zusammen mit dem Fotografen Arno Fischer an Konzept und Auswahl der Fotos für die vier Edelstahl-Stelen, die das Marx-Engels-Monument von Ludwig Engelhardt im Marx-Engels-Forum in Ost-Berlin flankieren. In dieser Zeit auch Mitarbeit an Konrad Wolfs sechsteiliger Dokumentation Busch singt. Nach Wolfs Tod brachte Voigt das Werk gemeinsam mit Erwin Burkert zu Ende.
Als das Studio H & S im Herbst 1982 aufgelöst wurde, wechselte Voigt ins DEFA-Studio für Dokumentarfilme und war nach dieser – von 1983 bis 1991 währenden – Anstellung freischaffend. Ab 1972 entstand ein großer Teil von Peter Voigts Filmen in stetiger Zusammenarbeit mit dem Kameramann Christian Lehmann. Unter dem Titel Form und Vergänglichkeit. Hommage Peter Voigt präsentierte die Dok Leipzig im Jahr 2013 eine Retrospektive mit ausgewählten Werken des Dokumentaristen.
Sein Grab befindet sich auf dem Französischen Friedhof I in der Chausseestraße 127 in Berlin-Mitte.

## Filme (Auswahl)
- PS zum Lachenden Mann Regie-Mitarbeit (1966)
- Liebesbriefe Regie zus. mit Walter Heynowski (1966)
- Novemberrevolution (1968)
- Hanns Otto: Ein Mann seltener Art; Augenblicke für später (1970)
- Martha Lehmann, Eisenbahnerin (1972)
- Der Goldene Strich, documenta (1972)
- Friedrich Flick: Das Trauerspiel (1973)
- Theaterarbeit; Ich bin ein Fritz (1974)
- Die Gruppe „Floh de Cologne“ (1975)
- Jutta Hoffmann M.E. Lied von Paul Dessau (1976)
- Konsequenz (1976)
- Probezeit (1977)
- Busch singt – Teil I Aurora – Morgenrot und Teil IV, hier Co-Regie mit Erwin Burkert (1982)
- Fotografien – Texte Marx, Musik Bach (1983)
- Stehend auf zwei Gäulen – Der Anarchist Erich Mühsam (1983)
- Minipli (1986) mit Jürgen Gütt
- Stein schleift Schere (1987)[7]
- Atlantik/Ätna – für Heiner Müllers Inszenierung Lohndrücker am Deutschen Theater (1987)
- Knabenjahre (1989) zus. mit Christlieb Hirte und Christian Lehmann
- Die Wunderwaffe (1990) mit Thomas Schmitz-Bender
- Metanoia – Berichte deutscher Männer (1991)
- Wieland Förster – Protokoll einer Gefangenschaft – Drei Teile (1991)
- Seelower Höhen (1991)
- Dämmerung – Ostberliner Bohème der 50er Jahre (1993)[8]
- Der Ort Die Zeit Der Tod. Ein Heimatfilm (1994)[9]
- Bella Italia – Zuflucht auf Widerruf (1996)
- Jawohl Brecht (1998)
- Episches Theater (1998)
- Ich bin Busch (2000)
- Frühlings Erwachen (2002)
- Eine Hinterlassenschaft (2004)
- Bertolt Brecht – Bild und Modell (2006)

## Filmografie
- 1957: Herr Puntila und sein Knecht Matti (Studioaufzeichnung) - Ausstattung
- 1957: Katzgraben (Theateraufzeichnung) – Schauspieler
- 1960: Alarm im Kasperletheater (Zeichentrickfilm) - Sprecher
- 1961: Tante Minna, ihr Hund und die Wissenschaft (Animationsfilm, Buch und Regie zus. mit Lothar Barke und Bruno J. Böttge)
- 1972: Wäscherinnen (Kommentar)
- 1986: Schlachtfelder
- 1988: In einem Atem (Schauspieler)

## Preise
- 1983: Busch singt – Nationalpreis der DDR II. Klasse für Kunst und Literatur, im Kollektiv mit Reiner Bredemeyer, Erwin Burkert, Irene Busch, Eberhard Geick und Lothar Keil
- 1986: Kollektiv „Marx-Engels-Forum“ – Nationalpreis der DDR II. Klasse für Kunst und Literatur, im Kollektiv mit Norbert Blum, Arno Fischer, Peter Flierl, Hans Gutheil, Margret Middell, Friedrich Nostitz, Solweig Steller und Werner Stötzer
- 1986: Schlachtfelder – Findlingspreis auf dem Nationalen Festival des Dokumentarfilms der DDR in Neubrandenburg
- 1989: Knabenjahre – Nyon (Schweiz): Internationales Dokumentarfilmfestival, Silberne Sesterze

## Biographisches
- Peter Voigt: Der Zögling. Autobiographischer Essay. In: Sinn und Form, Heft 2/2004, S. 221.
- Alexandra Czok: Der Bevorzugte – Eine Filmskizze über Peter Voigt, Dokumentarfilmregisseur. 45 Minuten. Sunset Movie Production, 2005.
- Der Zögling. Radioessay von Peter Voigt, mit Peter Voigt und Oliver Urbanski, Regie: Stefan Kanis, 54 Minuten, MDR FIGARO 2006, Ursendung: 10. August 2006.
- in: Erdmut Wizisla (Hrsg.): Begegnungen mit Brecht. Lehmstedt-Verlag, Leipzig 2009, ISBN 978-3-937146-77-5.
- Peter Voigt: Der Dokumentarfilmer mit Brecht und Godard im Blut. Knut Elstermann im Gespräch mit Dokumentarfilmer und Brecht-Kenner Peter Voigt, anlässlich der Voigt-Hommage beim DOK Leipzig 2013. Aufzeichnung vom 31. Oktober 2013, Sendung: am 1. November 2013, um 18:05 Uhr, Eine Veranstaltung von MDR FIGARO in Kooperation mit dem Schauspiel Leipzig und dem DOK Leipzig.
- Günter Agde (Hrsg.): Peter Voigt: Skizzen, Kritiken, Essays, Interviews. Neues Leben, Berlin 2018, ISBN 978-3-355-01874-6.